# Giuseppe Drago
Giuseppe Drago, né à Scicli le 29 septembre 1955, mort à Raguse le 21 septembre 2016 est un homme politique italien.
Maire socialiste de Modica en 1986, il est élu président de la Région sicilienne sous les couleurs centristes en 1998. Député à partir de 2001, il est secrétaire d'État dans les gouvernements Berlusconi II et Berlusconi III.

## Biographie
Diplômé en médecine, il est médecin-hygiéniste quand il est élu, sous les couleurs du PSI, maire de Modica en 1986. Il siège également au conseil provincial de Raguse.
Il entre à l'Assemblée régionale sicilienne lors des élections de 1991, et préside la Commission de la Santé, puis devient assesseur régional pour le travail et la formation professionnelle en décembre 1993 sous la présidence de Franco Martino.
Il quitte le PSI pour se représenter avec le Centre chrétien-démocrate aux élections régionales de 1996. Largement réélu, il est reconduit dans le gouvernement régional de Matteo Graziano avant d'être élu président de la Région sicilienne en janvier 1998.
Il forme un gouvernement réunissant la CDU (Totò Cuffaro pour l'agriculture, Giuseppe Castiglione pour l'industrie et Vincenzo Lo Giudice pour le territoire et l'environnement) l'AN (Marzio Tricoli pour le budget) et FI (Leontini à la Santé, Nino Croce au Patrimoine culturel, Dore Misuraca aux Collectivités locales et Nino Beninati à la Coopération).
Il adhère à l'Union démocratique pour la République de Francesco Cossiga en 1998, mais pas à l'Union des démocrates pour l'Europe qui prend sa suite en 1999.
Il reçoit en octobre, la visite officielle à Palerme, la famille royale espagnole Juan Carlos et la reine Sofia.
Faute d'une majorité solidaire, Drago doit s'appuyer sur l'opposition pour approuver le budget de la Région. Il est contraint à la démission après 10 mois, lorsqu'une partie des députés centristes l'abandonnent pour permettre la création d'un gouvernement de gauche, présidé par l'ancien communiste Angelo Capodicasa.
En 2000, Vincenzo Leanza l'appelle dans son gouvernement régional comme conseiller à la présidence.
En 2001, il est élu à la Chambre des députés puis nommé secrétaire d'État à la défense au sein du gouvernement Berlusconi II du 30 décembre 2004 au 23 avril 2005, puis aux Affaires étrangères du gouvernement Berlusconi III jusqu'au 17 mai 2006.